# Miwa Abiko
Miwa Abiko (jap. 安孫子 三和, Abiko Miwa; * 23. Januar 1963 in Ōgawara, Miyagi, Japan) ist eine japanische Manga-Zeichnerin.
Sie gewann für die Kurzgeschichten Shōten Rappa no Oto ga suru und Copy the Face den 43. und den 44. Nachwuchs-Wettbewerb des Manga-Magazins LaLa, das sich vorwiegend an jugendliche Mädchen richtet. Für dieses beim Hakusensha-Verlag erscheinende Magazin zeichnete sie in ihrer folgenden Karriere hauptsächlich. Als Debüt der Zeichnerin gilt das sechzehnseitige Werk Romanticist na Nijitachi, das in der Sommer-Ausgabe 1983 des Bessatsu LaLa veröffentlicht wurde.
Der Durchbruch gelang Abiko mit dem über 1.800 Seiten umfassenden Manga Mikan Enikki (dt. „Mikans bebildertes Tagebuch“), der von 1988 bis 1995 im LaLa erschien. Darin geht es um die Freundschaft eines Mädchens mit einer orangefarbenen Katze, die sprechen und schreiben kann. Der Manga wurde von 1992 bis 1993 als Anime-Fernsehserie umgesetzt.
Von der ersten Ausgabe des Melody-Magazins im Oktober 1997 bis zur Mai-Ausgabe 1999 veröffentlichte sie ihre ungefähr 650-seitige Manga-Serie Rakuen e ikō! (dt. „Gehen wir ins Paradies!“). Es folgten mehrere neue Geschichten zu Miwan Enikki und einige Werke für das Silky-Magazin. Silky und Melody richten sich vorwiegend an erwachsene Frauen (Josei) und damit an eine reifere Zielgruppe als das LaLa.

## Werke (Auswahl)
- Shōten Rappa no Oto ga suru (昇天ラッパの音がする), 1983
- Copy the Face (コピーtheフェイス), 1983
- Romanticist na Nijitachi (ロマンチストな虹たち), 1983
- Tenshi no Furubi (天使の降る日), 1983–1984
- Mayonaka o sugite mo (真夜中をすぎても), 1985–1987
- Mikan Enikki (みかん・絵日記), 1988–1995
- Pao – Yume no Tamadebako (パオ・夢の玉手箱), 1991–1992
- Kimi ga Sekai o mawashiteru…!! (君が世界を回してる…!!), 1996–1997
- Rakuen e ikō! (楽園へ行こう!), 1997–1999
- Mikan Enikki Tokubetsuhen (みかん・絵日記特別編), seit 1999
- Umi o miteita Inu (海をみていた犬), 2003–2004
- Yayan no Kimochi (ややんの気持ち), 2005–2006